# Батман в началото
Батман в началото (на английски: Batman Begins) е супергеройски филм от 2005 година, базиран на героя Батман на Ди Си Комикс. Режисьор е Кристофър Нолан, който също така пише сценария заедно с Дейвид Гойър. В главната роля влиза Крисчън Бейл като Брус Уейн / Батман, а в поддържащите роли участват Майкъл Кейн, Лиъм Нийсън, Кейти Холмс, Гари Олдман, Килиън Мърфи, Том Уилкинсън, Рютгер Хауер, Кен Уатанабе и Морган Фрийман. Филмът рестартира поредицата за Батман, като разказва историята за произхода на Брус Уейн — от смъртта на родителите му, през пътешествието му, което го оформя като Батман, до борбата му да спре Ра’с ал Гул (Нийсън) и Плашилото (Мърфи), преди да хвърлят Готъм Сити в хаос.
След като Батман и Робин (1997) е осмян от критиците и се представя слабо в боксофиса, Уорнър Брос Пикчърс отменя бъдещите филми за Батман, включително планирания от Джоел Шумахер Batman Unchained. Между 1998 и 2003 година няколко режисьори си сътрудничат със студиото в опит да рестартират франчайза. През декември 2002 г. Уорнър Брос отхвърля предложението на Джос Уидън за филм с историята за произхода на Батман, а през януари 2003 наема Кристофър Нолан за режисьор на нов проект. Нолан и Гойър започват работа по филма в началото на 2003 г., като си поставят за цел да изградят по-мрачен и реалистичен тон в сравнение с предишните филми. Основна цел в тяхната визия е емоционалната ангажираност на зрителя както с образа на Батман, така и с човешката страна на героя – Брус Уейн. Филмът се снима основно във Великобритания, Исландия и Чикаго, като разчита предимно на традиционни каскади и миниатюрни макети, докато компютърно генерираните ефекти се използват в ограничена степен спрямо други екшън продукции. Истории от комиксите като Човекът, който пада, Батман: Година първа и Батман: Дългият Хелоуин служат за вдъхновение.
Очакванията към Батман в началото варират от умерени до ниски – наследство от лошия прием на Батман и Робин, който през 1997 година е обвинен в това, че спира развитието на филмовата поредица. След като прави премиерата си в Токио на 31 май 2005 г., филмът излиза в Съединените щати на 15 юни. Критиците го приемат положително и го определят като значително подобрение спрямо филмите на Бъртън и Шумахер. Лентата се превръща и в търговски успех – с приходи от над 371,9 милиона долара в световен мащаб при бюджет от 150 милиона, тя става деветият най-касов филм за 2005 година и вторият най-успешен филм за Батман до онзи момент, след Батман (1989) на Тим Бъртън. Номиниран за Оскар за най-добра кинематография, филмът издига Крисчън Бейл до статут на водещ актьор, а Кристофър Нолан се утвърждава като режисьор от първа величина.
От излизането си насам Батман в началото често е сочен като един от най-влиятелните филми на 2000-те години. Той получава признание за това, че възражда образа на Батман в популярната култура, като променя тона му към по-мрачен и сериозен стил. Филмът допринася за популяризирането на термина „рестарт“ (reboot) в Холивуд, вдъхновявайки студиа и режисьори да възраждат познати франчайзи с по-реалистичен и драматичен подход. След него излизат Черният рицар (2008) и Черният рицар: Възраждане (2012), като трите филма оформят трилогията Черният рицар.

## Сюжет
В Готъм Сити, след като пада в кладенец и е нападнат от прилепи, младият Брус Уейн развива страх от тях. На опера с родителите си, Брус се разстройва от изпълнители, маскирани като прилепи, и иска да си тръгнат. Навън нападател на име Джо Чил застрелва родителите му пред очите му. Брус е отгледан от семейния иконом, Алфред Пениуърт.
Четиринадесет години по-късно Чил свидетелства срещу мафиотския бос Кармайн Фалконе и получава условно освобождаване. Брус възнамерява да го убие, за да отмъсти за родителите си, но е изпреварен от един от наемниците на Фалконе. Приятелка на Брус от детските години, Рейчъл Доус, го упреква, че действа извън закона. След като се изправя срещу самия Фалконе, който твърди, че истинската власт идва чрез страха, Брус прекарва следващите седем години в пътешествия, като се обучава в бойни изкуства и се потапя в престъпния свят.
В затвор в Бутан към него се приближава Хенри Дюкар, който го вербува в Лигата на сенките – организация, водена от Ра’с ал Гул. След като завършва обучението си, Брус отхвърля мисията на Лигата да убива всички престъпници. Той бяга, след като научава, че Лигата вярва, че Готъм е обречен и трябва да бъде унищожен, и в битка подпалва техния храм. Ра’с загива под падащи отломки, а Брус спасява в безсъзнание Дюкар. Решен да се бори с престъпността, той се завръща в Готъм и проявява интерес към семейната компания – „Уейн Ентърпрайзис“, която в момента се изнася на борсата от бизнесмена Уилям Ърл. Архивистът Лушъс Фокс, стар приятел на бащата на Брус, му осигурява достъп до прототипи на отбранителни технологии – включително защитен костюм и бронираното превозно средство „Тъмблър“. Брус публично се представя за лекомислен плейбой, докато тайно изгражда база в пещерите под имението Уейн и приема самоличността на Батман – вдъхновен от преодоления вече страх от детските си години.
При прихващане на наркотична пратка, Батман предоставя на Рейчъл, която вече е помощник-прокурор, доказателства срещу Фалконе и се съюзява със сержант Джеймс Гордън – един от малкото честни полицаи в Готъм – за да го арестува. В затвора Фалконе се среща с д-р Джонатан Крейн – корумпиран психиатър, който с негова помощ е внасял наркотици в града. Слагайки маска на плашило, Крейн пръска Фалконе с халюциноген, предизвикващ страх, подлудява го и го мести в лудницата Аркам. Докато разследва Крейн, Батман попада в засада и също е изложен на халюциногена. Той едва се спасява, благодарение на Алфред и Фокс, които създават антидот.
Когато Рейчъл обвинява Крейн в корупция, той ѝ разкрива, че вече е замърсил водоснабдяването на Готъм с дрогата и я дрогира. По-късно Батман обезврежда Крейн и го напръсква със собственото му вещество. По време на разпит Крейн твърди, че работи за Ра’с ал Гул. Батман успява да избегне полицията, за да спаси Рейчъл и ѝ дава антидот. Той ѝ връчва два флакона: един за Гордън и един за масово производство.
На рождения ден на Брус, Дюкар се появява отново и разкрива, че всъщност той е истинският Ра’с ал Гул. Откраднал мощен микровълнов излъчвател от „Уейн Ентърпрайзис“, той планира да изпари водоснабдяването на Готъм, за да разпръсне дрогата във въздуха и да предизвика масова истерия, която ще унищожи града. Той подпалва имението Уейн и оставя Брус да загине, но Алфред го спасява. Ра’с натоварва излъчвателя на градския монорелсов влак, за да го задейства над централния водоизточник под кулата Уейн. Батман спасява Рейчъл от подлудяла тълпа и ѝ разкрива самоличността си. Той се изправя срещу Ра’с във влака, докато Гордън използва оръдията на „Тъмблър“, за да разруши част от релсите. Батман се измъква, оставяйки Ра’с да загине при катастрофата.
Брус печели уважението на Рейчъл, но тя отказва да бъде с него, обещавайки, че ще имат бъдеще, когато Готъм вече не се нуждае от Батман. Героят става обществен символ. След като купува мажоритарен дял от „Уейн Ентърпрайзис“, Брус уволнява Ърл и поставя Фокс начело на компанията. Гордън е повишен в лейтенант, показва на Батман Бат-сигнала и му разказва за нов престъпник, който оставя след себе си карти с жокера. Батман обещава да се заеме с него и изчезва в нощта.

## Актьорски състав
- Крисчън Бейл – Брус Уейн / Батман, милиардер и обществена фигура, който след като става свидетел на убийството на родителите си по време на обир на 8-годишна възраст, прекарва седем години в пътуване по света, преди да се завърне у дома, за да наследи семейната компания „Уейн Ентърпрайзис“, като нощем действа като прикрит в тъмното отмъстител с маска на прилеп, въздаващ справедливост над престъпния свят на Готъм. Когато е избран, Бейл все още не е широко известен.[4] Преди официалното му потвърждение на 11 септември 2003 г., интерес към ролята проявяват Иън Бейли, Хенри Кавил (по-късно играе Супермен), Били Крудъп, Хю Денси, Джейк Джилънхол, Джошуа Джаксън, Дейвид Бореанас, Хийт Леджър (впоследствие Жокера в Черният рицар) и Килиън Мърфи (впоследствие доктор Крейн / Плашилото).[5][6] Джош Хартнет се среща с Нолан, но отказва да преследва ролята.[7][8] Бейл, Бейли и Мърфи правят проби с костюма от Батман завинаги, носен от Вал Килмър, макар че наметалото липсва.[9][10][11][12][13] Ейми Адамс участва като четец в прослушванията по молба на кастинг режисьорката.[14]
Бейл вярва, че предишните филми подценяват Батман и поставят акцента върху злодеите. За да влезе в ролята, той изучава графични романи и илюстрации на героя. Режисьорът Нолан казва за него: „Той притежава точното съчетание от тъмнина и светлина, което търсихме“. Според Гойър много актьори могат да изиграят добър Брус Уейн или добър Батман, но Бейл успява да предаде двете различни личности. След като сваля голяма част от теглото си за ролята си в Механикът, Бейл наема личен треньор и качва 45 кг мускулна маса за няколко месеца, но след това сваля 14 кг, за да влезе във форма за началото на снимките. Той тренира с Ерик Орам.[15]
  - Гас Луис – Брус Уейн (дете).[16]
- Майкъл Кейн – Алфред Пениуърт, довереният иконом на семейство Уейн, който продължава да служи вярно на Брус след смъртта на родителите му и става най-близкият му съюзник. Нолан първоначално предлага ролята на Антъни Хопкинс, но той отказва.[17][18] Нолан лично посещава Кейн в дома му, за да му даде сценария, като описва Алфред като „кръстник на Батман“.[19] Нолан вярва, че Кейн ще предаде убедително бащинския аспект на героя.[20] Въпреки че във филма Алфред е дългогодишен служител на семейството, Кейн създава собствена предистория: преди да стане иконом, е служил в Специалните военни части на Великобритания и е бил поканен от Томас Уейн с мотива: „Той искаше иконом, но малко по-здрав от обикновен“.[21]
- Лиъм Нийсън – Хенри Дюкар / Ра’с ал Гул, лидер на Лигата на сенките – древно общество, което използва хаоса, за да накаже корупцията, Дюкар се представя за обикновен наставник, обучава Брус в бойните изкуства, но по-късно се разкрива като истинския Ра’с ал Гул. Сценаристът Гойър го определя като най-сложния злодей в поредицата и го сравнява с Осама бин Ладен – не луд, а човек с идеология, целящ „изцеление“ на света чрез драстични мерки.[22] Първоначално Гари Олдман е избран за ролята, но впоследствие изиграва Джеймс Гордън.[23] Гай Пиърс също води разговори с Нолан, но двамата решават, че е твърде млад за ролята. Обмислян е и Виго Мортенсен.[24] Тъй като Нийсън често играе ментори, разкритието, че героят му е злодеят, е предназначено да изненада зрителите.[20]
- Кейти Холмс – Рейчъл Доус, приятелка от детските години и любовен интерес на Брус, която е помощник-прокурор и се бори срещу корупцията в Готъм. Нолан я избира заради „топлина и емоционална дълбочина“, както и заради зрелостта, която предава – важна за моралния център, който Рейчъл представлява за Брус.[25]
  - Ема Локхарт – Рейчъл Доус (дете).
- Гари Олдман – Джеймс „Джим“ Гордън, един от малкото некорумпирани полицаи в Готъм, дежурен в нощта на убийството на семейство Уейн, с което се създава особена връзка с Брус и по-късно с Батман. Нолан първоначално го иска за Ра’с ал Гул,[23] но след отказа на Крис Купър от ролята на Гордън,[26] решава да даде на Олдман възможността да изиграе герой, а не злодей, както е познат.[27] Олдман казва: „Въплъщавам темите на филма – ценностите на семейството, смелостта, състраданието и чувството за справедливост“. Повечето му сцени са заснети във Великобритания.[28] Гойър отбелязва, че външният му вид силно напомня на Гордън от Батман: Година първа на Дейвид Мацукели.[20]
- Килиън Мърфи – д-р Джонатан Крейн, корумпиран психофармаколог и директор на лудница Аркам. Специалист по психология на страха, той тайно разработва халюциноген и заговорничи с Ра’с ал Гул, за да изложи населението на Готъм на него. Нолан първоначално не иска ирландец за Батман, но избира Мърфи за ролята на Плашилото.[29] Мърфи чете много комикси и обсъжда с Нолан как да направят героя по-реалистичен и по-малко театрален. „Исках да избегна визията на плашило от ферма, защото той не е физически заплаха, а манипулатор на съзнанието“.[30] За ролята е обмислян и Робърт Дауни Джуниър.[31]
- Том Уилкинсън – Кармайн Фалконе, най-могъщият мафиот в Готъм, който дели килия с Джо Чил, убиеца на родителите на Брус. След като нарежда убийството на Чил, Фалконе сключва сделка с Крейн и Ра’с ал Гул, за да внася халюциногена чрез наркотични пратки, смесвани с водоснабдяването на града.
- Рютгер Хауер – Уилям Ърл, изпълнителен директор на „Уейн Ентърпрайзис“, който извежда компанията на борсата в отсъствието на Брус.
- Кен Уатанабе – фалшивият Ра’с ал Гул, член на Лигата на сенките, натоварен да се представя за Ра’с ал Гул по време на обучението на Брус.
- Морган Фрийман – Лушъс Фокс, високопоставен служител в „Уейн Ентърпрайзис“, преместен в отдела за приложни науки, където разработва технологии и оборудване, подпомагащи Батман в мисията му. В края на филма Брус го назначава за директор на компанията.

Други членове на актьорския състав са Марк Бун Джуниър като Арнолд Флас, корумпираният партньор на Гордън; Лайнъс Роуч като Томас Уейн, бащата на Брус; Лари Холдън като прокурор Карл Финч; Колин Макфарлейн като комисар Гилиан Б. Лоуб; Кристин Адамс като Джесика, секретарката на Ърл; Винсент Уонг като възрастен азиатски затворник; Сара Стюарт като Марта Уейн, майката на Брус; Ричард Брейк като Джо Чил, убиецът на родителите на Брус; Джерард Мърфи като корумпирания съдия Фейдън; Чарлс Едуардс като изпълнителен директор в „Уейн Ентърпрайзис; Тим Бут като Виктор Зас; Раде Шербеджия като бездомник, последният, който вижда Брус, преди да напусне Готъм, и първият, който вижда Батман; Ристеард Купър и Андрю Плийвин, униформени полицаи; Джо Мартин като служител в затвора; Шейн Римър и Джеръми Тийбоулд като техници на водохранилището на Готъм. Джак Глийсън, който по-късно става известен като Джофри Баратеон в Игра на тронове, играе момче, спасено от Батман; той е избран по препоръка на Бейл. Членове на Лигата на сенките са изиграни от Джон Фу, Джоуи Анса, Спенсър Уайлдинг, Дейв Легено, Кан Бонфилс, Марк Стрейндж, Грант Гуайри, Родни Райън и Дийн Александру. Хейдън Никъл дебютира като сина на Джим Гордън – Джеймс Гордън-младши.

## Производство

### Разработка
През януари 2003 година режисьорът на Мементо Кристофър Нолан е нает от Уорнър Брос, за да режисира неозаглавен филм за Батман, а два месеца по-късно Дейвид Гойър подписва договор за написването на сценария. Нолан заявява намерението си да преосмисли филмовата поредица за Батман, като „разкаже историята на произхода на героя – история, която никога досега не е била разказвана“. Той подчертава, че човешкото и реалистичното ще бъдат в основата на филма за произхода, и че „светът на Батман е свят на заземена реалност. [Това] ще бъде разпознаваема, съвременна реалност, срещу която се изправя един необикновен герой“. Гойър казва, че целта на филма е да накара публиката да изпита загриженост както за Батман, така и за Брус Уейн. Нолан смята, че предишните филми са били упражнения по стил, а не драма, и споделя, че вдъхновението му идва от филма Супермен на Ричард Донър от 1978 г., който се фокусира върху развитието на героя. Подобно на Супермен, Нолан иска да използва звезден поддържащ актьорски състав за Батман в началото, за да придаде на историята епичен мащаб и достоверност.
Гойър иска да рестартира франчайза; той и Нолан възприемат Батман като романтичен персонаж, а Нолан си представя голям, разгръщащ се филм в стила на Лорънс Арабски. Въпреки че Уорнър Брос настоява филмът да не бъде с рейтинг R, Нолан няма проблем с това, тъй като иска да направи филма, който сам би искал да гледа на 11-годишна възраст. Личното му „отправно вдъхновение“ е краткият разказ Човекът, който пада от Дени О'Нийл и Дик Джордано, в който се разказва за пътешествията на Брус по света. Ранната сцена в Батман в началото, в която младият Брус Уейн пада в кладенец, е адаптирана именно от Човекът, който пада. Комиксът Батман: Дългият Хелоуин, написан от Джеф Лоуб и илюстриран от Тим Сейл, оказва влияние върху Гойър при писането на сценария, като злодеят Кармайн Фалконе е един от елементите, взаимствани от сериозния и трезв подход на комикса. Сценаристите обмислят включването на Харви Дент във филма, но го заменят с новия персонаж Рейчъл Доус, когато осъзнават, че „няма да могат да му отдадат нужното внимание“. Персонажът по-късно е изигран от Арън Екхарт в продължението от 2008 г. – Черният рицар. Продължението на Хелоуин, озаглавено Батман: Мрачна победа, също оказва леко влияние върху филма. Гойър използва липсата на Брус Уейн от Готъм в продължение на няколко години, както е представено в Батман: Година първа, за да обоснове събитията в този период от живота му. Освен това, образът на сержант Джеймс „Джим“ Гордън във филма е базиран на комиксовото му превъплъщение от Година първа. Сценаристите на Батман в началото използват и сюжетния похват на Франк Милър от Година първа, свързан с корумпираната полиция, който води до нуждата на Гордън и Готъм от Батман. Поради богатата галерия от злодеи в комиксите за Батман, събирана повече от седемдесет години, Гойър и Нолан решават да използват Плашилото и Ра’с ал Гул като злодеите във филма, тъй като тези персонажи не са били включвани в предишни филми за Батман, нито в телевизионния сериал с участието на Адам Уест от 60-те години.
Честа идея в комиксите е, че Брус гледа филм за Зоро с родителите си, преди те да бъдат убити. Нолан обяснява, че, като пренебрегва тази идея – която, по думите му, не присъства в първите появи на Батман – се акцентира върху важността на прилепите за Брус и че ставането му в супергерой е изцяло оригинално решение от негова страна. Именно затова Нолан вярва, че други герои на Ди Си не съществуват във вселената на неговия филм; в противен случай мотивите на Уейн да се превърне в костюмиран бдител биха били съвсем различни.

### Заснемане
Както при всички свои филми, Нолан отказва да използва втора снимачна група; прави това, за да запази последователността на собствената си визия. Записите започват през март 2004 година на ледника Вахтнайокутъл в Исландия, който се използва като заместител на Бутан. Екипът построява село и предните порти на храма на Ра’с ал Гул, както и път, който да осигури достъп до отдалечения район. Времето създава сериозни затруднения – с ветрове със скорост 120 км/ч, дъжд и липса на сняг. Един от кадрите, който операторът Уоли Фистър планира да заснеме с кран, се налага да бъде заснет с ръчна камера.
За разлика от Готъм Сити на Бъртън и Шумахер, който не съществува в реалния свят, Нолан снима външните сцени в Лондон, Ню Йорк и Чикаго, тъй като иска градът да изглежда разпознаваем. Търсейки вдъхновение от Супермен и други блокбъстъри от края на 70-те и началото на 80-те години, Нолан базира по-голямата част от продукцията в Англия, по-специално в студиата Шепертън. Там е изграден декорът на пещерата на Батман, която достига 76 метра дължина, 37 метра ширина и 12 метра височина. Художникът на продукцията Нейтън Кроули монтира дванадесет помпи, за да създаде водопад с 55 000 литра вода, и изгражда скали чрез отливки от истински пещери. През април 2004 г. Уорнър Брос наема хангар за дирижабли в Кардингтън, Бедфордшър и го преобразява в звукова сцена с дължина 270 метра, където се заснемат сцените в бедняшкия квартал „Нароус“ и основите на монорелсовата градска железница.
Дворецът Ментмор е избран измежду двайсет различни локации за имението на Уейн, тъй като Нолан и Кроули харесват белите ѝ подове, които създават усещане, че имението е като мемориал в памет на родителите на Уейн. Сградата, избрана да представя психиатричната клиника Аркам, е Националният институт за медицински изследвания в Мил Хил, северозападен Лондон, Англия. Жп гарата „Сейнт Панкрас“ и помпените станции на Абей Милс се използват за интериорите на Аркам. Сградата Сенат Хаус на Лондонския университетски колеж е използвана за съдебните зали. Някои сцени, включително преследването с „Тъмблър“, са заснети в Чикаго. Властите се съгласяват да вдигнат моста Франклин Стрийт за сцената, в която достъпът до „Нароус“ е блокиран.
Въпреки мрачния тон на филма, Нолан иска лентата да се хареса на широка възрастова аудитория. „Не и на най-малките, разбира се — мисля, че това, което направихме, е вероятно малко прекалено интензивно за тях — но определено не исках да изключа десет–дванадесетгодишните, защото като дете бих бил възхитен да гледам такъв филм“. Поради тази причина във филма не се заснемат кървави или прекалено жестоки сцени.

### Музика
Музиката към Батман в началото е композирана от Ханс Цимер и Джеймс Нютън Хауърд. Нолан първоначално кани Цимер да напише музиката, а той от своя страна пита дали може да покани и Хауърд, тъй като двамата отдавна планират съвместен проект. Двамата композитори работят по отделни музикални теми, отразяващи „раздвоената личност“ на Брус Уейн и неговото алтер его – Батман. Цимер и Хауърд започват композирането в Лос Анджелис, след което се преместват в Лондон, където остават дванайсет седмици, за да завършат по-голямата част от музиката. Те търсят вдъхновение за оформянето на саундтрака чрез посещения на снимачните площадки на Батман в началото.
Цимер иска да избегне повторение на музиката от предишните филми за Батман, затова създава партитура, която е амалгама от оркестрална и електронна музика. Оркестърът на филма се състои от 90 музиканти, събрани от различни лондонски оркестри, като Цимер специално включва по-голям от обичайния брой чела. Той привлича и момче-сопрано, за да придаде емоционално отражение на сцените, свързани с трагичните спомени на Брус Уейн за родителите му. „Момчето пее доста красива мелодия, а после спира — все едно е замръзнало“, обяснява Цимер. Освен това, той се стреми да добави човешко измерение към образа на Батман, чието поведение иначе лесно би могло да бъде възприето като „психотично“, именно чрез музиката. Двамата композитори създават общо 2 часа и 20 минути музика за филма, като Цимер се фокусира върху екшън сцените, а Хауърд — върху драматичните моменти.

## Специални ефекти и дизайн

### Дизайн
Нолан използва научнофантастичния филм Блейд Рънър (1982) като източник на вдъхновение за Батман в началото. Той прожектира Блейд Рънър на оператора Уоли Фистър и още двама души, за да демонстрира настроението и стила, които иска да заеме от този филм. Нолан описва света във Блейд Рънър като „интересен урок по техниката на изграждане и описание на правдоподобна вселена, която сякаш няма граници“ – урок, който прилага в продукцията на Батман в началото.
Нолан работи с художника на продукцията Нейтън Кроули за създаването на визуалната концепция за Готъм Сити. Кроули изгражда модел на града, който запълва гаража на Нолан. Двамата проектират Готъм като голям, модерен метрополис, отразяващ различните архитектурни периоди, през които е преминал градът. Вдъхновение е почерпено от Ню Йорк, Чикаго и Токио – последният заради своите повдигнати магистрали и монорелсови железници. Кварталът „Нароус“ е базиран на бедняшкия характер на вече разрушения ограден град Коулун в Хонконг.

### Тъмблър
Кроули започва процеса по проектиране на „Тъмблър“ за филма чрез използване на части от различни модели за създаване на нов дизайн. Той използва носовия конус на модел на изтребителя P-38 Lightning, за да оформи шасито на турбинния двигател на „Тъмблър“. В продължение на четири месеца са изградени шест умалени модела на автомобила в мащаб 1:12. След създаването на тези мащабни модели, екип от над 30 души, включително Кроули и инженерите Крис Кълвърт и Ани Смит, издълбават пълномащабна реплика на „Тъмблър“ от голям блок стиропор в рамките на два месеца.
Стиропореният модел служи за основа при създаването на стоманена „тестова рамка“, която трябва да отговаря на няколко изисквания: да развива скорост над 160 км/ч, да ускорява от 0 до 97 км/ч за 5 секунди, да притежава кормилна система, способна на резки завои по градски улици, и да издържа самозадвижващи се скокове до 9,1 метра. При първия тестов скок предната част на „Тъмблър“ се разрушава и се налага да бъде напълно преработена. Новият основен дизайн включва 5,7-литров V8 двигател на „Шевролет“, заден мост от камион, предни гуми на „Хусиър“ (всъщност кални състезателни гуми, използвани на задния десен край на спринт коли), както и четири задни гуми „Ти Си Ел“ с размери 44/18,5-16,5 (44 инча високи, 18,5 инча широки, монтирани на 16,5-инчови джанти) и окачване, заето от бъгита за състезания. Целият процес на проектиране и разработка продължава девет месеца и струва няколко милиона долара.
След приключване на дизайна са изградени четири състезателни версии на „Тъмблър“, пригодени за движение по улиците. Всеки автомобил се състои от 65 отделни панели и струва по 250 000 долара за изработка. Две от четирите коли са специализирани версии. Едната е т.нар. „версия с клапи“, снабдена с хидравлика и клапи за заснемане на близки кадри, при които „Тъмблър“ се изстрелва във въздуха. Другата е „реактивната версия“, при която е монтиран истински реактивен двигател, захранван от шест пропанови резервоара. Видимостта от вътрешността на автомобила е слаба, затова към корпуса са монтирани камери, свързани с монитори вътре в кабината. Професионалните шофьори тренират управление на „Тъмблър“ в продължение на шест месеца, преди да заснемат сцени по улиците на Чикаго.
Интериорът на автомобила на Батман, който се вижда във филма, е студиен декор и не е реалният интериор на функциониращото превозно средство. Кабината е изградена по-голяма от реалния мащаб, за да побере камерите, използвани за заснемане на сцените вътре в автомобила. Освен това, съществува и умален модел на „Тъмблър“ в мащаб 1:6, снабден с електромотор, използван за сцени, в които автомобилът прелита над сгради. Въпреки това, за сцената с водопада се използва реалният, пълноразмерен „Тъмблър“.

### Костюмът на Батман
Създателите на филма си поставят за цел да създадат изключително мобилен костюм на Батман, който да позволява на носещия го да се движи свободно, да се бие и да кляка с лекота. Предишните филмови версии на костюма са били твърди и особено ограничаващи движението на главата. Дизайнерката на костюми Линди Хеминг и нейният екип работят по костюма в специализирана работилница с кодово име „Кейп Таун“ — охраняван комплекс, разположен в студиата Шепертън в Лондон. Основният дизайн на костюма включва неопренов основен костюм, върху който се прикрепят моделирани секции от кремав латекс. Крисчън Бейл е отлят и моделиран в пълен мащаб още преди началото на физическата си подготовка, за да може екипът да работи върху цялостен гипсов отпечатък на тялото му. Вместо традиционна глина, която оставя нежелани дефекти, за изглаждане на повърхността е използван пластилин. Освен това екипът експериментира с различни смеси от пяна, за да открие формула, която да бъде едновременно най-гъвкава, лека, издръжлива и наситено черна. Последното се оказва предизвикателство, тъй като процесът на оцветяване в черно намалява устойчивостта на пяната.
Що се отнася до наметалото, режисьорът Кристофър Нолан иска то да бъде „развяваща се мантия... която се вее и тече както в много велики графични романи“. Екипът на Хеминг създава наметалото от своя версия на парашутен найлон с електростатично флокиране — процес, споделен с тях от британското Министерство на отбраната. Същият процес е използван и от лондонската полиция, за да се намали видимостта при нощно виждане. Наметалото е завършено с маска, проектирана съвместно от Нолан, Хеминг и отговорника по ефектите на костюма Греъм Чърчярд. Тя е създадена така, че да бъде достатъчно тънка, за да позволява движение, но и достатъчно плътна, за да не се набръчква, когато Бейл завърта глава в костюма. Чърчярд обяснява, че маската е проектирана така, че да показва „човек, който изпитва вътрешна мъка“, така че личността на героя да прозира през нея.

### Хореография на бойните сцени
Хореографите на бойните сцени във филма, Хусто Диегес и Анди Норман, тренират актьорите и каскадьорите, използвайки испански метод за самозащита, който придобива световна известност след използването във филма и продължението Черният рицар. Методът обаче е модифициран в Черният рицар: Възраждане с оглед на възрастта и физическото състояние на Батман, както и за да бъде съобразен със стила на битка на Крисчън Бейл. Методът е система за самозащита, чиято подготовка се основава на изследване и култивиране на естествените човешки инстинкти.

### Визуални ефекти
За Батман в началото Нолан предпочита традиционни каскади пред компютърно генерирани изображения. За представянето на квартала „Нароус“ и храма на Ра’с ал Гул са използвани мащабни модели. Все пак, няколко от установяващите кадри са композитни изображения, създадени с помощта на компютърно генерирани изображения – включително силуетът на Готъм, външните кадри на кулата „Уейн“ и някои от сцените с монореловия влак. Кулминационната сцена с железницата представлява комбинация от заснета на живо картина, работа с модели и компютърна анимация. Прилепите във филма са изцяло дигитални (с изключение на кадри с един или два прилепа), тъй като екипът решава, че работата с голям брой истински прилепи на снимачната площадка би била прекалено проблематична. За създаването на дигиталните модели са сканирани мъртви прилепи. Локациите и декорите са възпроизведени дигитално, така че летящите прилепи да не изглеждат неестествено, когато бъдат вградени във финалния филм.

## Теми
Авторът на комикси Дани Фингерот твърди, че една от силните теми във филма е търсенето на бащинска фигура от страна на Брус, като казва: „[Алфред] е добрият баща, на когото Брус започва да разчита. Истинският му баща умира, преди да успеят да изградят зряла връзка, а Дюкар (в ролята Лиъм Нийсън) е строг и взискателен, назидателен и предизвикателен, но не е бащинска фигура с някакво съчувствие. Ако Брус е нечий син, то е син на Алфред. [Лушъс] Фокс (в ролята Морган Фрийман) е спокоен и невъзмутим – още една стабилна опора в живота на Брус“. Блогърът Марк Фишър посочва, че стремежът на Брус към справедливост изисква той да се учи от подходяща бащинска фигура, като Томас Уейн и Ра'с Ал Гул са двата противоположни полюса. Алфред изпълнява ролята на майчинска фигура с безусловна любов, въпреки че майчината роля в живота на Брус като цяло остава на заден план.
Фингерот подчертава още, че страхът е основна тема във филма и подпомага развитието на историята за това как Брус Уейн се превръща в герой. Режисьорът Кристофър Нолан заявява, че основната идея зад филма е „човек, който ще се изправи срещу най-дълбокия си страх и ще се опита да се превърне в него“. Фингерот описва образа на Батман във филма като „човек със страх – но който се издига над него“. Темата за страха е още по-силно въплътена в образа на Плашилото. Филмът показва как страхът може да влияе на всички същества, независимо от тяхната сила. Препратки към страха са видими навсякъде – от победата на Брус над собствените му демони, през превръщането му в Батман, до страха, причиняван от Плашилото и неговия смъртоносен токсин. Изкривените образи в халюцинациите, предизвикани от токсина, представят страха в неговата крайна форма.
Критикът Брайън Орндорф описва Батман в началото като „свиреп“ и „демонстративен в мрака си“, придаващ на филма значителна тежест и енергия. Лентата се дистанцира от по-лековатия тон на филма на Джоел Шумахер от 1997 г. Батман и Робин, който е пълен с хумористични реплики. Темата за страха се засилва и чрез музикалния съпровод на Ханс Цимер и Джеймс Нютън Хауърд, който също „се отказва от традиционните героични теми“. За разлика от предишни филми за Батман, тук психологическото изследване на двойствената личност на Брус Уейн е засегнато по-повърхностно. Орндорф отбелязва, че Брус е „герой, който непрекъснато се стреми да прави правилното, без да бъде сломен от постоянно самонаблюдение“.

## Премиера

### Контекст
Очакванията на експертите във филмовата индустрията за 2005 г. са, че тя ще се представи по-слабо спрямо 2004 г. Мнозина приписват този спад на няколко фактора: високите цени на билетите, нарастващите маркетингови разходи, рекордните нива на продажби на DVD, както и новите технологии, които пораждат зародиш на търсене за филми, доставяни директно чрез интернет, по ефира, чрез сателитна антена или кабелен приемник. До началото на летния киносезон през май 2005 г., боксофисът регистрира спад в продължение на 11 последователни седмици, като продажбите на билети за годината до момента са с 5,4% по-ниски спрямо предходната, въпреки че цените на билетите са се покачили умерено с 3%, достигайки средно около 6,40 долара, според данни на Ексхибитор Рилейшънс. Посещаемостта на киносалоните преди лятото на 2005 г. спада с около 8%.
Няколко филма се очаква да се представят не само добре на боксофиса, но и да обърнат тенденцията на спад. Междузвездни войни: Епизод III – Отмъщението на ситите е сочен от индустрията като най-касовия филм на лятото, тъй като към онзи момент е последният игрален филм от сагата Междузвездни войни. Други заглавия, за които се очаква добър успех, са Батман в началото, Мадагаскар, Мистър и мисис Смит, Фантастичната четворка, Война на световете и Чарли и шоколадовата фабрика.
От Батман в началото се очаква да помогне за обръщане на спада в боксофиса през юни. Въпреки това съществуват притеснения, че филмът може да направи слаб дебют. Предишният филм, Батман и Робин, е широко критикуван от критиците и се смята, че именно той е спрял развитието на франчайза след 1997 г. Липсата на звездна слава на Бейл по онова време и отсъствието на емблематични злодеи като Жокера или Пингвина, които преди са били изиграни от актьори от най-висока класа, се разглеждат като възможна причина за отслабен интерес от страна на публиката. Някои изразяват и опасения, че участието на Кейти Холмс във филма може да навреди на финансовите му перспективи, поради връзката ѝ с Том Круз (чийто филм Война на световете излиза през следващия уикенд) и скандалното му поведение при участието му в Шоуто на Опра Уинфри.

### Кино
Уорнър Брос организира световната премиера на Батман в началото в Токио, Япония, на 31 май 2005 г. Филмът излиза по кината в Съединените щати и Канада на 15 юни 2005 г. в 3858 киносалона, включително в 55 IMAX зали.

### Домашна употреба
DVD изданието на Батман в началото излиза на 18 октомври 2005 г. в два варианта — стандартно с един диск и луксозно двудисково издание, както и на VHS. Освен самия филм, луксозното издание включва документални материали и други бонуси. Включена е и малка книжка в джобен формат с първата история за Батман, публикувана в Детектив Комикс №27, както и Батман: Човекът, който пада и откъс от Батман: Дългият Хелоуин. Батман в началото достига първо място в националните класации за продажби и наемане на DVD през октомври 2005 г., превръщайки се в най-продаваното DVD за четвъртото тримесечие на годината. Приходите от наем на DVD достигат 11,36 милиона долара. DVD-то запазва първата си позиция в класацията за продажби и през втората седмица, но пада на второ място в класацията за видео под наем, след Омагьосване. До август 2006 г. Батман в началото генерира 167 милиона долара от продажби на DVD.
Батман в началото излиза на HD DVD на 10 октомври 2006 г. Ограничено издание в подаръчен комплект на DVD и Blu-ray е пуснато на 8 юли 2008 г., в навечерието на премиерата на Черният рицар на 18 юли 2008 г. Поради огромния касов успех на Черният рицар продажбите и наемите на Батман в началото на DVD бележат ръст. Филмът излиза и на 4K UHD Blu-ray на 19 декември 2017 г. Получава и новелизация, написана от Денис О’Нийл, както и адаптация в комикс формат, създадена от Скот Бийти.

## Прием

### Боксофис
Батман в началото оглавява боксофис класацията през първия си уикенд, като натрупва 48 милиона долара — сума, възприета като „силна, но неособено впечатляваща според съвременните стандарти за блокбъстъри“. Общите приходи за първите пет дни възлизат на 72,9 милиона долара, надминавайки Батман завинаги (1995) и поставяйки нов рекорд за франчайза. Филмът също така поставя рекорд за петдневен откриващ уикенд в 55 IMAX зали, като печели 3,16 милиона долара. Анкетирани зрители оценяват филма с оценка A, а според вътрешни проучвания на студиото Батман в началото е смятан за най-добрия от всички филми за Батман до този момент. Демографският профил на публиката е 57% мъже и 54% хора на възраст над 25 години.
Филмът запазва първото си място и през втория уикенд, натрупвайки допълнителни 28 милиона долара, с понижение от 43% спрямо първия уикенд. Батман в началото завършва с общи приходи от 205 милиона долара в Северна Америка и световен приход от 371,8 милиона долара при оригиналното си излъчване в кината. През 2012 г. при преиздаването си филмът печели още 1,6 милиона долара, с което общият му глобален приход достига 373,4 милиона долара. Към август 2012 г. това го нарежда на четвърто място сред най-касовите филми за Батман, след Батман (1989) на Тим Бъртън (411 млн. долара) и двете продължения на Нолан — Черният рицар (2008) и Черният рицар: Възраждане (2012), които всеки един надхвърля 1 милиард долара в световен мащаб. В уикенда на премиерата си филмът има среден приход от 12634 долара на киносалон. Макар че излиза в повече киносалони, филмът продава по-малко билети от предишните филми за Батман, с изключение на Батман и Робин. В крайна сметка, Батман в началото се нарежда на седмо място сред най-касовите филми в Съединените щати за 2005 г.

### Реакции на критиката
Сайтът за агрегиране на рецензии Rotten Tomatoes дава на Батман в началото одобрение от 85% въз основа на 293 рецензии, със средна оценка 7.7 от 10. Критическият консенсус на сайта гласи: „Мрачен и замислен, но също така вълнуващ и интелигентен, Батман в началото е филм, който разбира същността на един от най-емблематичните супергерои“. В Metacritic, който използва претеглена средна стойност на рецензиите, филмът получава среден резултат от 70 от 100, базиран на 41 критически оценки, което показва „като цяло благоприятни“ рецензии. Публиката, анкетирана от CinemaScore, дава на филма средна оценка A по скалата от A+ до F.
Джеймс Берардинели похвали работата на Кристофър Нолан и Дейвид Гойър в изграждането на по-задълбочено разбиране за „кой е Батман и какво го мотивира“ – нещо, което според него е липсвало във филма на Тим Бъртън. Въпреки това Берардинели смята, че романтичният елемент между героите на Крисчън Бейл и Кейти Холмс не функционира пълноценно, тъй като двамата актьори нямат същата химия, каквато имат Кристофър Рийв и Маргот Кидър (Супермен) или Тоби Магуайър и Кирстен Дънст (Спайдър-Мен) в съответните им роли. Според списание Тотал Филм Нолан успява да създаде толкова силни герои и сюжет, че екшън сцените в третото действие не могат да се сравнят с „трепета от сцена с двама души, които просто разговарят“. Същевременно романтичната сюжетна линия между Кейти Холмс и Крисчън Бейл е определена като „освежаващо освободена от мрънкането в стила на Питър Паркър и Мери Джейн“.
Кенет Тюран от Лос Анджелис Таймс смята, че филмът започва бавно, заявява, че „сюжетът, психологията и реализъмът, а не специалните ефекти“ придават дълбочина на мрака зад арсенала на Батман. Той отбелязва, че Лиъм Нийсън и Кейти Холмс – за разлика от Крисчън Бейл, който според него „усеща ролята си до мозъка на костите“ – не успяват да се впишат напълно в образите си, балансирайки между комиксови архетипи и реални личности. Дейвид Денби от Ню Йоркър обаче не споделя мнението на Берардинели и Тюран. Той остава разочарован от филма в сравнение с двата филма на Тим Бъртън и смята, че присъствието на Крисчън Бейл е помрачено от „скучната сериозност на сценария“, а кулминацията на финала е „банална и неувлекателна“. Според Денби Нолан е прибегнал до имитация на „измамната стилистика“, използвана от други режисьори в екшън сцените.
Майкъл Уилингтън от Чикаго Трибюн смята, че Нолан и Гойър успяват „умело да съчетаят драмата на терзанията и мотивите за отмъщение с леки шеги и препратки към комиксите“, като изваждат поредицата от „зашеметяващите холивудски комедийни зрелища“, в които франчайзът се беше превърнал. Сценаристът и редактор на комикси Денис О'Нийл заявява, че „усещането му е, че създателите на филма наистина разбират героя, когото адаптират“, като определя Батман в началото за най-добрия от всички игрални филми за Батман. Обратно на тях, Дж. Р. Джоунс от Чикаго Рийдър критикува сценария, както и Нолан и Гойър, че не оправдават „рекламата за изследване на травмираната психика на Батман“. Роджър Ебърт, който дава смесени отзиви за предишните филми и заявява, че не вярва, че ноар стилът работи в супергеройски филми, пише, че Батман в началото е „филмът за Батман е филмът, който съм чакал; по-точно – филмът, за който не съм знаел, че съм чакал“. Давайки му четири от четири звезди, той хвали реалистичните представяния на арсенала на Батман – костюма, „Тъмблър“ и сигнала – както и акцента върху „сюжета и героя“, с по-малко внимание върху „високотехнологичния екшън“.
Подобно на Берадинели, Майк Кларк от Ю Ес Ей Тъдей смята, че Бейл изпълнява ролята на Батман също толкова добре, колкото и тази на Патрик Бейтман в Американски психар, но че връзката между Брус Уейн и Рейчъл Доус е „разочароващо недоразвита“. Кайл Смит счита, че Бейл излъчва „както заплаха, така и остроумие, които демонстрира блестящо в Американски психар“, и че филмът работи толкова добре заради реализма си, заявявайки: „Батман започва да разкъсва пласт след пласт от престъпността в Готъм, само за да открие още по-зловещо и чудовищно зло отдолу. Неговият прогнил град едновременно напомня за Ню Йорк от началото на 90-те, когато престъпниците вилнеят на фона на пет убийства на ден; за Серпико Ню Йорк, където ченгетата се продават; и за днешния ден, когато психопати се стремят да ни убият всички наведнъж, а не един по един“. В контраст, Стефани Закарек от Salon.com смята, че Нолан не предава емоционалната дълбочина, очаквана от „един от най-дълбоко страдащите супергерои от всички“. Тя смята, че Бейл – за разлика от Майкъл Кийтън, с когото го сравнява – не успява да създаде връзка с публиката зад маската, но че Гари Олдман успява да внесе „емоционална комплексност“ там, където останалата част от филма се проваля.
Филмовият режисьор Тим Бъртън – който режисира Батман (1989) и неговото първо продължение – смята, че Нолан „уловя истинския дух, който този тип филми трябва да имат днес. Когато аз правех Батман преди двадесет години, през 1988 г. или нещо такова, беше различно време за филмите по комикси. Все още не можеше да се навлезе в тъмната страна на комиксите. През последните няколко години това стана приемливо, а Нолан определено стигна по-близо до корените на това, което са комиксите за Батман“.

## В България
Премиерата на Батман в началото по кината в България е на 17 юни 2005 г., като филмът е субтитриран на български език.
На 12 ноември 2008 г. филмът е издаден в специално двудисково DVD издание, разпространявано от Прооптики.
Филмът е излъчван по телевизионните канали на Би Ти Ви Медиа Груп – Би Ти Ви Синема, Би Ти Ви и Би Ти Ви Екшън, дублиран на български език.
| Озвучаващи артисти  | Яница Митева Стефан Сърчаджиев – Съра Георги Стоянов Чавдар Монов Калин Сърменов |
| Преводач            | Гергана Дойнова                                                                  |
| Тонрежисьор         | Емил Енев                                                                        |
| Режисьор на дублажа | Михаела Минева                                                                   |